# Luminile, Argeș
Luminile este un sat în comuna Morărești din județul Argeș, Muntenia, România.